# Ioniziranje
Ioniziranje ili ionizacija je nastajanje električki nabijenih čestica, iona, iz neutralnih atoma ili molekula. Ionizaciju može izazvati druga električki nabijena čestica (ion, elektron, pozitron, mezon, proton, alfa-čestica, deuteron) koja se giba kroz plinovitu, kapljevitu ili čvrstu tvar, ako je kinetička energija čestice dovoljno velika da u sudaru s neutralnim atomima ili molekulama izbaci iz njih elektrone. Najmanja za to potrebna energija je energija ionizacije (ionizacijski potencijal), to jest energija koja je dovoljna da izolirani atom ili molekula u plinovitom stanju izgube jedan elektron, pri čemu nastaje ionski par: pozitivno nabijeni ion i izbačeni elektron. Energija ionizacije mjera je sposobnosti nekog kemijskog elementa da ulazi u kemijske reakcije uz stvaranje iona. Prva energija ionizacije odnosi se na gubitak najslabije vezanog elektrona u neutralnom atomu, druga, veća energija ionizacije odnosi se na ionizaciju tako nastaloga kationa i tako dalje. Ukupan broj ionskih parova nastalih na jedinici duljine uzduž puta čestice naziva se ionizacijska gustoća (specifična ionizacija) i mjeri se najčešće u odnosu prema ionizacijskoj gustoći u zraku. Ona ovisi o energiji, masi i naboju čestice, za razliku od totalne ionizacije, to jest ukupnoga broja ionskih parova nastalih uzduž cijele staze čestice, koji ovisi uglavnom samo o energiji s kojom je čestica ušla u tvar. Atomi ili molekule mogu ionizacijom izgubiti po jedan elektron ili više njih, a izbačeni elektron može kratko vrijeme ostati slobodan, može se vezati uz neki neutralni atom ili molekulu i tako stvoriti negativno nabijen ion, ili se pak spojiti s nekim pozitivno nabijenim ionom. Prosječni put koji oslobođeni elektron prijeđe prije nego što se spoji s drugom česticom naziva se srednji slobodni put i ovisi uglavnom o tlaku plina i stupnju ionizacije, to jest o omjeru između broja nastalih iona i preostalih neutralnih atoma, odnosno molekula. Gibajući se kroz sredstvo, čestica koja uzrokuje ionizaciju postupno gubi energiju i konačno se može zaustaviti. U zraku pri temperaturi od 15 °C i tlaku od 101 325 Pa utrošak energije po nastajanju jednog ionskoga para iznosi oko 32,5 eV i ne ovisi o uzročniku ionizacije. 
Uz primarnu ionizaciju, koju izravno uzrokuje čestica, zbiva se i sekundarna ionizacija, to jest proces nastajanja iona djelovanjem elektrona i iona koji su nastali primarnom ionizacijom, ako su prilikom svojega postanka dobili dovoljno veliku energiju. Neutralne čestice, na primjer neutron ili neutralni mezon, mogu uzrokovati samo sekundarnu ionizaciju, predajući ili svu svoju energiju ili samo njezin dio nekoj električki nabijenoj čestici, na primjer protonu.

## Energija ionizacije
Energija ionizacije ili ionizacijska energija je energija nužna da atom ili molekula u plinovitom stanju izgubi jedan elektron. Graf prikazuje koliko ona iznosi za neutralne atome i može se uočiti da se uglavnom najteže daju ionizirati plemeniti plinovi. No neke se molekule teže ioniziraju nego helij, na primjer ionizacijska energija kisika O2 iznosi 50 eV, ozona O3 11,7 eV, vode H2O 12,6 eV. Izbačeni elektron može kratko vrijeme ostati slobodan, može se vezati uz neki neutralni atom ili molekulu i tako stvoriti negativno nabijen ion, ili se spojiti s nekim pozitivno nabijenim ionom. Koliko dugo će elektron biti slobodan ovisi uglavnom o tlaku plina, temperaraturi i stupnju ionizacije, to jest o broju nastalih iona i preostalih neutralnih atoma. Čestica koja uzrokuje ionizaciju postupno, svakim sudarom, gubi kinetičku energiju. Sekundarna ionizacija je proces nastajanja iona djelovanjem elektrona i iona koji su nastali primarnom ionizacijom, ako su oni prilikom svojega postanka dobili dovoljno veliku kinetičku energiju.

## Uzroci ionizacije
Ionizaciju može uzrokovati elektromagnetsko ili čestično zračenje dovoljno velike energije (ultraljubičasto, rendgensko, gama-zračenje), bilo fotoelektričnim učinkom, tako da jedan od vezanih elektrona u atomu preuzme svu energiju kvanta zračenja, bilo Comptonovim učinkom, kada elektron preuzme samo dio te energije. Ionizaciju uzrokuje i ionizirajuće zračenje (radioaktivno zračenje).
Ionizaciju može izazvati trenje zmeđu slojeva tvari. Tako nastaje električni naboj oblaka. 
Električni izboji u plinovima također se svode na ionizaciju. Ako nema djelovanja električnog polja, ioni stvoreni u nekom plinu brzo se rekombiniraju i plin se ponovno vraća u neutralno stanje. No ako se plin nalazi u električnom polju, nastali se ioni gibaju prema elektrodama, i to negativno nabijeni prema anodi, a pozitivno nabijeni prema katodi. Na taj način nastaje struja ionizacije. Pri malim tlakovima i u dovoljno jakom električnom polju nastaje električni izboj. Zbog djelovanja polja tako stvoreni ioni, gibajući se prema elektrodama, dobivaju dovoljnu energiju, pa i oni ioniziraju druge atome i molekule. Ta se pojava naziva kaskadni proces i uzrok je ionizacije većega dijela plina, što se očituje svjetlosnim pojavama, kao u Crookesovoj cijevi (William Crookes), a uz povećanje tlaka i napona, izbijanjem električnih iskara ili stvaranjem električnog luka.
Ioni mogu nastati i zbog toplinskog gibanja atoma i molekula pri visokim temperaturama, na primjer u plamenu. Tada atomi i molekule imaju dovoljnu kinetičku energiju da u međusobnim sudarima jedni druge ioniziraju. Pri visokoj temperaturi (10 000 K) nastaje plazma, električki vodljiva plinska smjesa koja sadrži znatnu koncentraciju kationa i elektrona. Kod vrlo visokih temperatura, na primjer kod jakih električnih pražnjenja, stvaraju se dvostruko ili višestruko ionizirani atomi i prirodna plazma. Na ekstremno visokim temperaturama, kao u unutrašnjosti zvijezda, atomi mogu izgubiti sve elektrone. I dio Zemljine atmosfere (ionosfera) ioniziran je zbog stalne apsorpcije kozmičkoga zračenja iz svemira i Sunčeva ultraljubičastoga zračenja.
Ionizacija se zbiva i u vodi i drugim otapalima kada se u njima otapaju i s njima reagiraju takozvani potencijalni elektroliti, koji se prije elektrolitske disocijacije ne sastoje od iona. Tako na primjer plin klorovodik (HCl) u reakciji s vodom daje hidronijev ion (H3O+) i ion klora (Cl–).

### Ionizacija zraka
Zbog velike gustoće, elektricitet nastoji ostaviti električni vodič na šiljcima. To se vidi na primjer u pokusu kada stavimo na kuglicu elektroskopa šiljak i kada se naelektrizira. Vidjet ćemo da će se listići elektroskopa brzo sklopiti. Uzrok tome je ionizacija zraka. Zbog velike zakrivljenosti šiljka gotovo će se cijeli elektricitet skupiti na vrhu, pa će u okolini šiljka vladati jako električno polje. Kako u zraku uvijek ima pozitivnih i negativnih čestica, to jest iona, šiljak će privlačiti ione suprotnog predznaka pa će zbog postepene neutralizacije nastati gubitak električnog naboja. Ioni, koje je pri tom privukao šiljak, dobivaju veliku brzinu i srazuju se na putu s neutralnim molekulama zraka. Posljedica tih srazova je nastajanje novih iona. Nastajanje iona zbog njihova sraza s neutralnim molekulama zraka zove se ionizacija srazom.

## Mjerni instrumenti
Na načelu ionizacije zasnivaju se mnogi mjerni instrumenti u fizici i kemiji. Najpoznatiji su ionizacijska komora, Geiger-Müllerovo brojilo, Wilsonova komora, različiti spektrometrijski instrumenti.

### Ionizacijska komora
Ionizacijska komora je uređaj za proučavanje ionizacije plinova, otkrivanje (detekciju) i mjerenje intenziteta ionizirajućega zračenja. Glavni su joj dijelovi zatvorena cilindrična komora, u kojoj se nalazi plin pod određenim tlakom, i dvije elektrode s različitim potencijalima. To je jedan od prvih detekora ionizirajućega zračenja kojemu se načelo detekcije zasniva na sabiranju ionskih parova koji nastaju u plinu u električnom polju komore. Prolaskom fotona ili neke nabijene čestice dovoljne energije kroz komoru, ioniziraju se ili pobuđuju molekule plina uzduž staze čestice. Ionizacijom neutralne molekule nastaju pozitivni ion i slobodni elektron, koji se nazivaju ionskim parom. Iz nastalih ionskih parova stvara se strujni signal, koji se dalje može oblikovati i pojačavati u izlazni signal, razmjeran intenzitetu (broju čestica i energiji) upadnoga zračenja. Ionski parovi nastaju izravnim ioniziranjem, ali su mogući i drugi procesi kojima upadno zračenje gubi energiju bez stvaranja iona (procesi pobuđivanja molekula).

### Geiger-Müllerovo brojilo
Geiger-Müllerovo brojilo je naprava za detekciju ionizirajućega zračenja, odnosno brojenje prolaska ionizirajućih čestica ili fotona. Najčešća je izvedba brojila u obliku metalne cijevi ili staklene cijevi s metalnom oblogom, koja ujedno ima ulogu katode. Anoda je tanka metalna žica koja prolazi kroz os cijevi. Elektrode su spojene na visoki napon, a cijev je ispunjena smjesom plemenitoga plina (na primjer argona ili neona). U trenutku kada ionizirajuća čestica ili foton u prolazu kroz brojilo ionizira plin, produkti ionizacije (pozitivni ioni i elektroni) razdvajaju se pod djelovanjem električnoga polja. Ioni se ubrzano gibaju prema katodi, a elektroni prema anodi i pritom u plinu uzrokuju daljnju, lavinsku ionizaciju. Time se nakratko zatvara strujni krug i na otporniku u vanjskome dijelu kruga nastaje naponski impuls. Ti se impulsi odbrojavaju u elektroničkom brojilu, koje često ima i mali zvučnik za zvučnu indikaciju zračenja. U takozvanom mrtvome vremenu, dok je plin ioniziran, brojilo ne može indicirati novo zračenje. Stoga se za prekidanje (gašenje) daljnje ionizacije i stalnog izboja u cijev dodaju i male količine drugih plinova ili para. Važno je svojstvo brojila učinkovitost, to jest omjer broja indiciranih i ulaznih čestica ili fotona. Geiger-Müllerovo brojilo može služiti i za detekciju neutrona, premda oni, električki neutralni, ne uzrokuju ionizaciju. Međutim, neutroni mogu uzrokovati sekundarnu ionizaciju, i to oslobađanjem alfa-čestica u nuklearnoj reakciji s elementom borom, pa u tu svrhu cijev brojila treba sadržavati plinoviti borov trifluorid.

### Wilsonova komora
Wilsonova komora (po škotskom fizičaru Charles Thomson Rees Wilsonu), prvi uređaj kojim se mogla registrirati staza nabijenih čestica, posebno alfa-čestica i elektrona emitiranih iz radioaktivnih materijala. U osnovi je to posuda ispunjena smjesom zraka i vodene pare, u kojoj se brzim povećanjem njezina volumena s pomoću pokretne membrane i klipa, zbog pada tlaka i temperature, postiže prezasićenost zraka vodenom parom, pri čem dolazi do kondenzacije vodene pare duž staze nabijene čestice. Prolaskom kroz komoru, nabijena čestica izaziva ionizaciju molekula zraka, koje tako postaju središta kondenzacije. Na tom osnovnom načelu razvijena je maglena komora (Patrick Blackett) i komora na mjehuriće (Donald Glaser).

## Zdravlje
Ionizirajućim zračenjem ionizira se i tkivo, prije svega voda kao glavni sastojak tkiva, pri čemu nastaju kemijski vrlo reaktivni radikali, koji uzrokuju ozbiljna biološka oštećenja organizma.